# Tubularia aurea
Tubularia aurea är en nässeldjursart som beskrevs av John Fraser 1936. Tubularia aurea ingår i släktet Tubularia och familjen Tubulariidae. Inga underarter finns listade i Catalogue of Life.